# Mitsuhiro Ōhira
Mitsuhiro Ōhira (jap. 大平光洋 Ōhira Mitsuhiro; ur. 30 listopada 1933 w Tokio, zm. 29 kwietnia 2018) – japoński zapaśnik, uczestnik igrzysk w 1956, na których odpadł w trzeciej rundzie zawodów w stylu wolnym w wadze półciężkiej. Ponadto zdobył brązowy medal igrzysk azjatyckich w 1958 w stylu wolnym w wadze pow. 87 kg.
Mistrz Japonii w wadze ciężkiej w stylu wolnym z 1956 roku.